# Disclose
Disclose — Японська D-beat група з міста Коті (Kōchi), створена під потужним впливом Discharge. Тексти більшості пісень гурту — про ядерну війну та її жахливі наслідки.
Цікаві факти з інтерв'ю Каваками про тексти пісень:
— Так, я багато співаю про війну. Ми ніколи не повинні забувати про Хіросіму і Нагасакі. Але е…(цензор)..і японські солдати вбили безліч безневинних мирних жителів. Тобі про це відомо? Ґвалтували жінок, випускали кишки, вбивали, спалювали живцем … Японія теж зробила багато злочинів.
Їх звучання дуже схоже на Discharge, з завищеними ефектом гітарного перевантаження. В цілому, ці хлопці сплавляють хардкор-панк старої і нової школи!
Зі слів фронтмена Кавакамі (Kawakami) на їх стиль впливали такі гурти: DISCHARGE, VARUKERS, ранні ANTI SECT, ONSLAUGHT, ANTI CIMEX, SHITLICKERS, MOB 47, SVART PARAD і т. д. (шведський хардкор). Колектив виконував свої пісні англійською мовою, вважаючи її більш зрозумілою і хардкорною (в сенсі стилю) ніж японську.
5 червня 2007 фронтмен групи Кавакамі (Kawakami) помер від передозування алкоголю та седативних засобів.
Він був знайдений на майданчику своєї квартири, але надмірна суміш алкоголю та снодійного призвела до смертельного результату. Друзі стверджують, що це не було самогубством, стався нещасний випадок.

## Склад та колишні учасники
- Tsukasa (Вокал)
- Kawakami (вокал, гітара)
- Fukugawa (бас-гітара)
- Yasuoka (бас-гітара)
- Yuusei (бас-гітара)
- Gori (бас-гітара)
- Hiro (барабани)
- Fujiwara (барабани)
- Uo-Katou (барабани)
- Aki (барабани)

## Дискографія

### CDs
- Raw Brutal Assault Vol. 1 (2003, записи з 1992–1994)
- Raw Brutal Assault Vol. 2 (2003, записи з 1994–1998)

### LPs
- Tragedy (1994)
- Yesterday's fairytale, tomorrow's nightmare (1/6/03)
- The Demos Album (1995)
- No More Pain

### 12"
- Nightmare or Reality (May/June 1999)

### Split 12"
- Split 12" with Totalitär (2000)

### 10"es
- Great Swedish Feast (1995)
- The Aspects of War (1997)
- Nuclear Hell (with G.A.T.E.S., 2005)

### 7"es
- Once the War Started (1993)
- Visions of War (1996)
- 4 track EP (1997)
- The Nuclear Victims (1998)
- A Mass of Raw Sound Assault (2001)
- Apocalypse of Death (March 2002)
- Neverending War (2003)
- The Sound of Disaster (2003)
- Apocalypse Continues (2004) Overthrow Records

### Split 7"es
- Kochi-City Hardcore (with Insane Youth, 1993)
- Why must we die? (with Hellkrusher. 1994)
- No More Pain! (with Selfish, 1994)
- War of aggression (with Cluster Bomb Unit, 1995)
- Attack The Enemy (with Homomillita, 1995)
- Endless War (with Squandered, 1998)
- Chainsaw Tour '04 (with Framtid, 2004)
- Noise Not Music (with No Fucker, 2004)
- Split 7" with Hakuchi (2004)
- Dis-Nightmare still continues (with World Burns to Death, 2004)
- Split 7" with Besthöven (2005)
- In Chaos We Trust (with FlyBlown, 2005)
- Controlled By Fear (with Cruelty, 2005)
- Split 7" with Scarred For Life, (2007)

### Демо
- Crime (1992)
- Conquest (1993)
- Fear of the War (1993)
- Total Dis-Lickers (1998)

### Стрічки
- The aspect of war (1997)
- Sound of disaster (?)
- The best of Disclose 1993–2001 (2006)